# Spathicarpa hastifolia

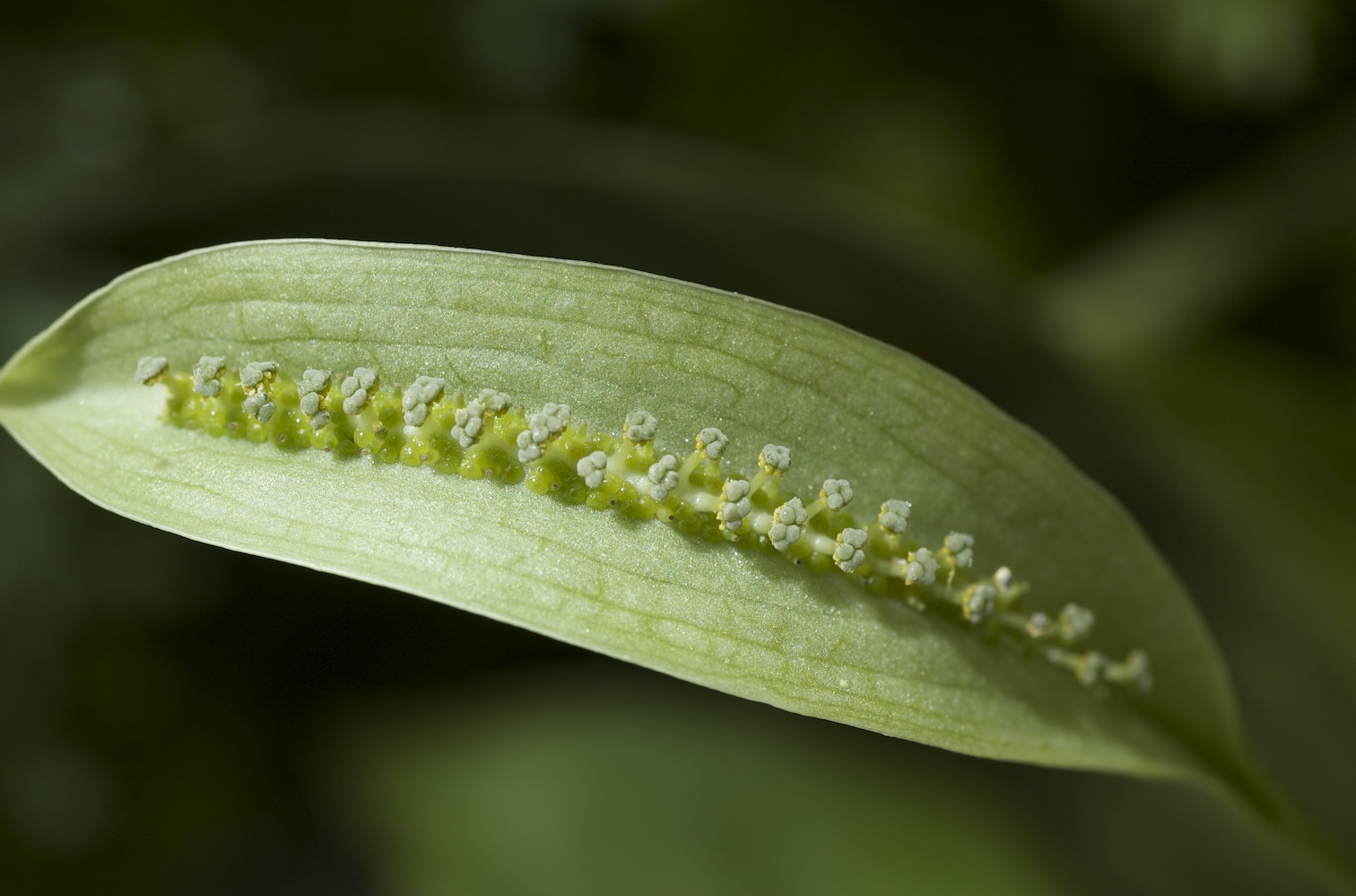
Inflorescência da Spathicarpa hastifolia, evidenciando a fusão do espádice na espata.

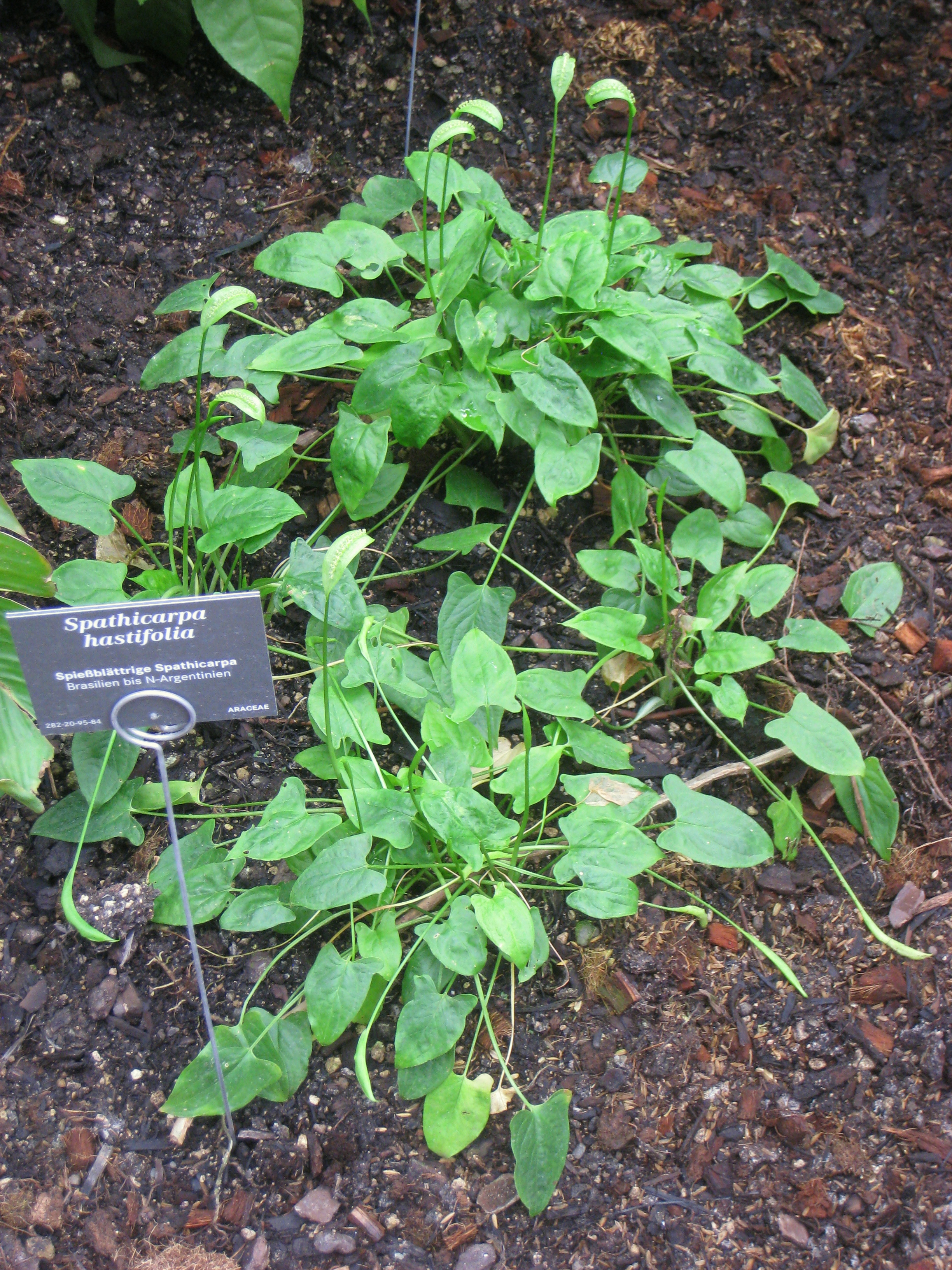
Hábito da Spathicarpa hastifolia.

Spathicarpa hastifolia é uma espécie de erva pertencente ao gênero Spathicarpa e família Araceae. São plantas perenes ou anuais que podem ou não entrar em dormência nos meses mais frios. Possui caule rizomatozo ou com tubérculos subterrâneos, pecíolos com bainha, finos e alongados. As folhas são sagitadas, hastadas ou fortemente hastadas com venação submarginal irregular. A inflorescência é solitária e axilar, com espádice totalmente aderido à espata. As flores são unissexuais, sem perianto.